# Black Reel Awards 2015
15. ročník předávání cen Black Reel Awards se konal dne 19. února 2015 ve Washingtonu D.C. Nejvíce cen si domů odnesl film Selma, celkem 8.

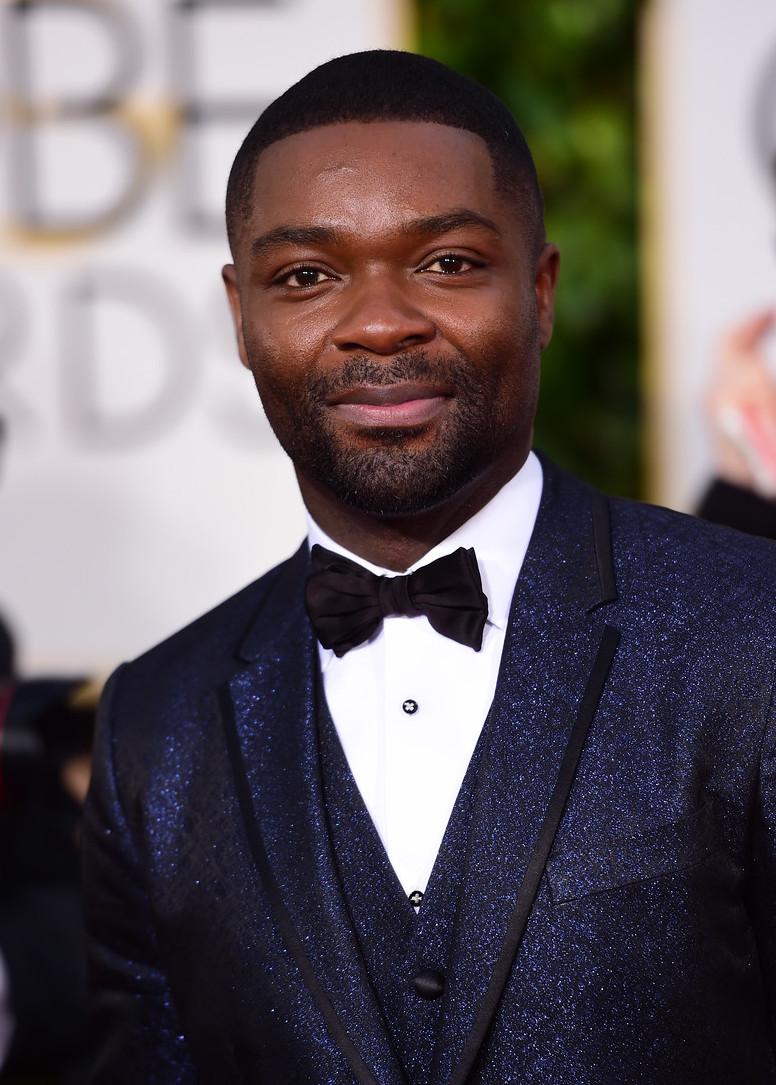
David Oyelowo, vítěz v kategorii nejlepší mužský herecký výkon v hlavní roli

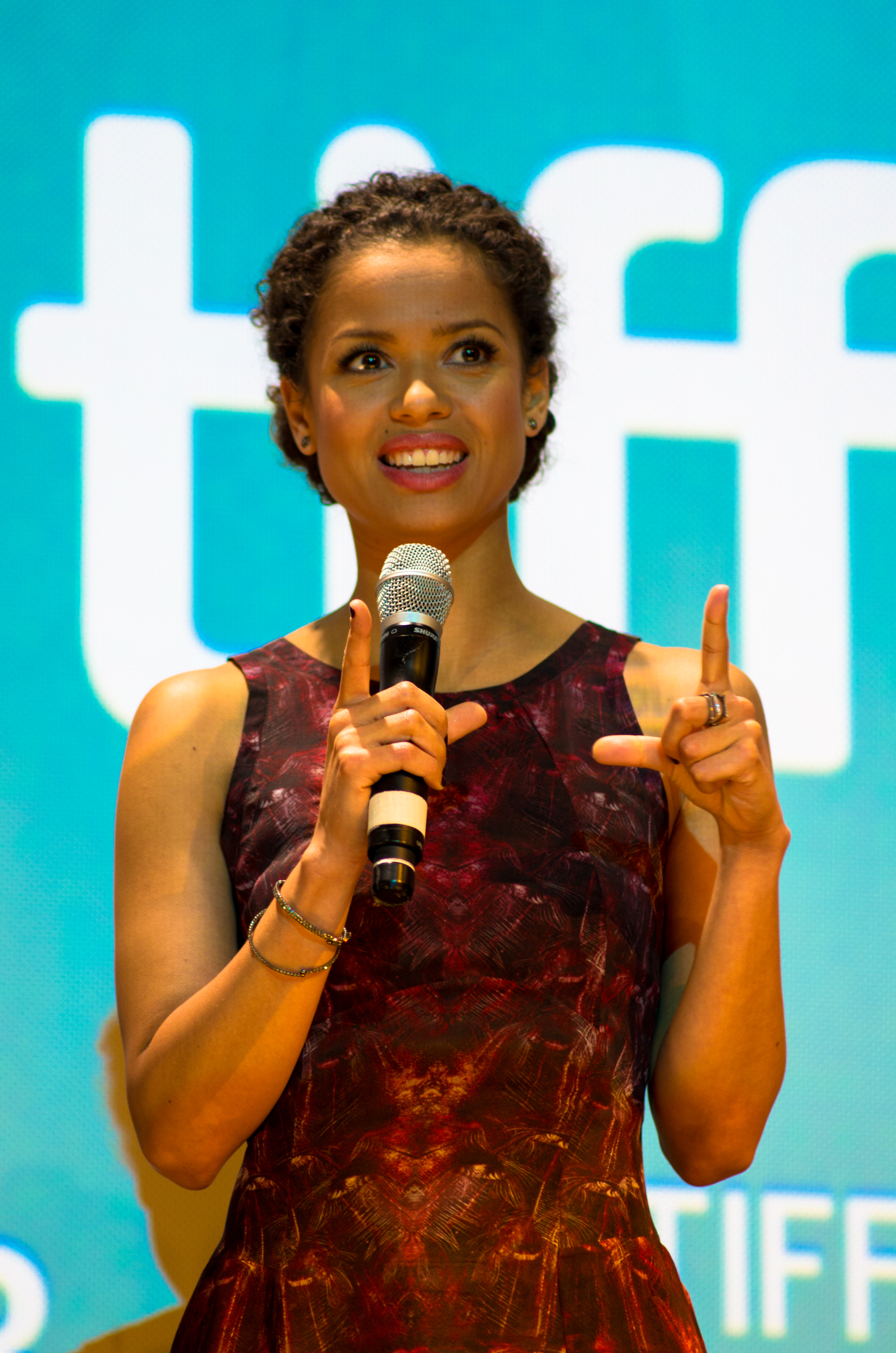
Gugu Mbatha-Raw, vítězka v kategorii nejlepší mužský herecký výkon v hlavní roli

## Vítězové a nominace
| Nejlepší film | Nejlepší režie (film) |
| --- | --- |
| - Selma - Belle - Beyond the Lights - Dear White People - Pět nejlepších | Ava DuVernay – Selma - Amma Asante – Belle - Gina Prince-Bythewood – Beyond the Lights - Chris Rock – Pět nejlepších - Justin Simien – Dear White People |
| Nejlepší mužský herecký výkon v hlavní roli | Nejlepší ženský herecký výkon v hlavní roli |
| David Oyelowo – Selma - Chadwick Boseman – Get On Up – Příběh Jamese Browna - Nate Parker – Beyond the Lights - Chris Rock – Pět nejlepších - Denzel Washington – Equalizer | Gugu Mbatha-Raw – Belle - Rosario Dawson – Pět nejlepších - Gugu Mbatha-Raw – Beyond the Lights - Tessa Thompson – Dear White People - Quvenzhané Wallis – Annie |
| Nejlepší mužský herecký výkon ve vedlejší roli | Nejlepší ženský herecký výkon ve vedlejší roli |
| Wendell Pierce – Selma - Nelsan Ellis – Get On Up – Příběh Jamese Browna - David Oyelowo – Válka bez pravidel - Tyler Perry – Zmizelá - Michael K. Williams – The Gambler | Carmen Ejogo – Selma - Viola Davis – Zmizení Eleanor Rigby: Ona - Teyonah Parris – Dear White People - Zoe Saldana – Strážci Galaxie - Octavia Spencer – Ledová archa |
| Objev roku – muž | Objev roku – žena |
| Tyler James Williams – Dear White People - Brandon Bell – Dear White People - David Gyasi – Interstellar - Andre Holland – Selma - Stephan James – Selma | Teyonah Parris – Dear White People - Jillian Estell – Black and White - Patina Miller – Hunger Games: Síla vzdoru 1. část - Amber Stevens – 22 Jump Street - Kuoth Wiel – Cena svobody |
| Nejlepší castingový režisér | Nejlepší scénář |
| Aisha Coley – Selma - Kerry Barden and Paul Schnee – Get On Up – Příběh Jamese Browna - Kim Coleman – Dear White People - Victoria Thomas – Pět nejlepších - Toby Whale – Belle | Chris Rock – Pět nejlepších - Gina Prince-Bythewood – Beyond the Lights - John Ridley – Jimy: Hvězda stoupá vzhůru - Misan Sagay – Belle - Justin Simien – Dear White People |
| Nejlepší dokument | Nejlepší hlas (dabing) |
| Anita: Speaking Truth to the Power – Freida Lee Mock - Jsem Ali – Clare Lewins - Keep On Keepin' On – Alan Hicks - Time Is Illmatic – One9 - Virunga – Orlando von Einsiedel | Morgan Freeman – LEGO příběh - Vin Diesel – Strážci Galaxie - Maya Rudolph – Velká šestka - Zoe Saldana – Kniha života - Damon Wayans Jr. – Velká šestka |
| Nejlepší nezávislý film | Nejlepší nezávislý dokument |
| The Retrieval – Chris Eska - 1982 – Tommy Oliver - Christmas Wedding Baby – Kiara C. Jones - CRU – Alton Glass - Una Vida: A Fable of Music and the Mind – Richie Adams | 25 to Life – Mike Brown - Evolution of a Criminal – Darius Clark Monroe - Oscar Micheaux: The Czar of Black Hollywood – Bayer Mack - Through a Lens Darkly: Black Photographers and the Emergence of a People – Thomas Allen Harris                                                             |
| Nejlepší nezávislý krátkometrážní film | Nejlepší cizojazyčný film |
| #AmeriCan – Nate Parker - Muted – Rachel Goldberg - The Voodoo – Steven Alexander | Rybaření bez sítí (Keňa) – Cutter Hodierne - Difret (Etiopie) – Zeresenay Mehari - Dvojník (Spojené království) – Richard Ayoade - Freedom Road (Jihoafrická republika) – Shane Vermooten - Half of a Yellow Sun (Nigérie) – Biyi Bandele                                                       |
| Nejlepší píseň | Nejlepší skladatel |
| „Glory“ – Selma – John Legend a Common - „It Ain't Easy“ – Pět nejlepších – Questlove a Eliza Colby - „It's On Again“ from Amazing Spider-Man 2 – Alicia Keys a Kendrick Lamar - Grateful“ – Beyond the Lights – Rita Ora - „What is Love“ – Rio 2 – Janelle Monáe                                                  | Jason Moran – Selma - Terence Blanchard – Black and White - Kathryn Bostic – Dear White People - Danny Bramson a Waddy Wachtel – Jimi: Hvězda stoupá vzhůru - Mark Isham – Beyond the Lights |
| Nejlepší TV film nebo minisérie | Nejlepší režie (TV film/minisérie) |
| Výlet do městečka Bountiful (Lifetime) – Bill Haber a Jeff Hayes - A Day Late and a Dollar Short (Lifetime) – Jeffrey M. Hayes - Gun Hill (BET) – Reggie Rock Bythewood - Rosemary's Baby (NBC) – Zoe Saldana, Tom Patricia and Robert Bernacchi - Seasons of Love (Lifetime) – Joshua A. Green a Yaron Schwartzman | Reggie Rock Bythewood – Poslední vlak z Gun Hillu (BET) - Sharon Brathwaite-Sanders a Peres Owino – Seasons of Love (Lifetime) - Shernold Edwards – A Day Late and a Dollar Short (Lifetime) - Dayna Lynne North – Trable dívčí kapely (Lifetime) - Kimberly Walker – Comeback Dad (UP)         |
| Nejlepší mužský herecký výkon v hlavní roli (TV film/minisérie) | Nejlepší ženský herecký výkon v hlavní roli (TV film/minisérie) |
| - Larenz Tate – Poslední vlak z Gun Hillu (BET) - Charles S. Dutton – Comeback Dad (UP) - David Alan Grier – Trable dívčí kapely (Lifetime) - Ving Rhames – A Day Late and a Dollar Short (Lifetime) - Keith Robinson – Lyfe's Journey (UP)                                                                         | Cicely Tyson – Výlet do městečka Bountiful (Lifetime) - Whoopi Goldberg – A Day Late and a Dollar Short (Lifetime) - Imani Hakim – Příběh Gabby Douglasové (Lifetime) - LeToya Luckett – Seasons of Love (Lifetime) - Zoe Saldana – Rosemary's Baby (NBC)                                       |
| Nejlepší mužský herecký výkon ve vedlejší roli (TV film/minisérie) | Nejlepší ženský herecký výkon ve vedlejší roli (TV film/minisérie) |
| Blair Underwood – Výlet do městečka Bountiful (Lifetime) - Richard T. Jones – Lyfe's Journey (UP) - Harry Lennix – The Fright Night Files (TVOne) - Mekhi Phifer – A Day Late and a Dollar Short (Lifetime) - Bokeem Woodbine – The Fright Night Files (TVOne)                                                      | Anika Noni Rose – A Day Late and a Dollar Short (Lifetime) - Tichina Arnold – A Day Late and a Dollar Short (Lifetime) - Kimberly Elise – A Day Late and a Dollar Short (Lifetime) - Aisha Hinds – Poslední vlak z Gun Hillu (BET) - Vanessa L. Williams – The Trip to Bountiful (Lifetime)     |
| Nejlepší scénář (TV film/minisérie) | Nejlepší TV dokument/TV speciál |
| Reggie Rock Bythewood – Poslední vlak z Gun Hillu (BET) - Stan Foster – My Other Mother (UP) - Princess Monique – Seasons of Love (Lifetime) - Russ Parr a R.L. Scott – The Fright Night Files (TVOne) - Ryan Richmond – Lyfe's Journey (UP)                                                                        | - Mr. Dynamite: The Rise of James Brown (HBO) – Alex Gibney - Finding the Funk (VH1) – Nelson George - On the Run Tour: Beyoncé and Jay-Z (HBO) – Jonas Åkerlund - The Tanning of America: One Nation Under Hip-Hop (VH1) – Billy Corben - Terorismus: obchodní centrum v Keni (HBO) – Dan Reed |